# Скопинский краеведческий музей
Скопи́нский краеве́дческий музе́й — учреждение культуры, расположенное в двухэтажном старинном здании в центре Скопина у перекрёстка улиц Ленина и Карла Маркса.

## Информация о музее
Музей размещается в здании бывшей городской управы Скопина, построенном в 1914 году на средства купца Власова и ныне признанном памятником архитектуры.

### История
Начало истории музейного дела в Скопине приходится на конец XIX века — именно тогда был открыт первый музей, носивший название «Музей русского оружия». Активными участниками его создания были купцы и интеллигенция города. Наибольшую помощь становлению музея оказала семья купцов I гильдии Черкасовых. Музей прекратил существование после февральской революции 1917 года.
Некоторые экспонаты удалось сохранить, и на этой основе реанимировал музейное дело в Скопине прибывший из Москвы вместе с эвакуированной в глубинку школой подвижник П. С. Рыков, открывший Скопинский музей местного края в 1919 году и передавший его перед отъездом в Саратов историку-краеведу В. А. Сушицкому. В 1918 году скопинский музей в числе восьми уездных вошёл в состав образованного в том же году Губернского музея. С 8 апреля 1925 года руководителем музея назначен деятельный участник Скопинского общества изучения родного края К. В. Победин, по инициативе которого в том же году в городе появился ещё один музей — Санитарный. Стараниями К. В. Победина скопинский музей удалось сохранить в годы Великой Отечественной войны и послевоенной разрухи, но он был закрыт в соответствии с постановлением Совета Министров РСФСР в 1956 году.
В 1987 году благодаря усилиям местных краеведов и жителей музей в Скопине возродился — 7 ноября состоялось его открытие в небольшом здании бывшей центральной аптеки по адресу ул. Карла Маркса, д. 88/17. Директором Скопинского краеведческого музея был назначен А. Ф. Крылов, проработавший в этом качестве до 2003 года.
Вследствие острой нехватки экспозиционных площадей музей переехал в другое здание — находящийся напротив по диагонали через перекрёсток улиц бывший дом купца Власова, в котором и размещается с 19 июня 1994 года по настоящее время.
В начале 2023 г. в Скопинском краеведческом музее стартовали ремонтные работы. В рамках нацпроекта «Культура» на эти цели было выделено 15 миллионов рублей. Его открытие после ремонта состоялось 21 декабря 2023 года.
Сегодняшний музей — это современное учреждение с театрализованными интерактивными экскурсиями для разных возрастных категорий. Приоритетные направления работы — краеведение, изучение традиций и быта скопинцев, отражение жизни родного края в контексте российской истории и научно-исследовательская работа, особенно в области изучения скопинской и отечественной керамики.
Директора музея
- Крылов Алексей Фёдорович (с 1987 по 2003 год) — создатель и первый директор восстановленного музея, историк-краевед, член союза художников России, актёр, поэт и гончар, заслуженный работник культуры Российской Федерации, почётный гражданин города Скопина
- Егоров Вячеслав Николаевич (с 2003 по 2004 год) — историк-краевед, писатель и поэт, почётный гражданин города Скопина[6]
- Лихачёва Юлия Александровна (с 2004 по 2006 год)
- Морозова Елена Юрьевна (с 2007 по 2024 год)
- Смирнова Галина Аркадьевна (с октября 2024 года)

### Собрание музея
Собрание музея составляют более восьми тысяч единиц хранения: на 1 января 2019 года имелось 8349 единиц; в том числе в основном фонде — 7054 единицы, научно-вспомогательном — 1295 единиц. Представлены коллекции скопинской керамики и хрусталя, сувенирных замочков и амбарных замков, поддужных колокольчиков, народных костюмов и картин, личные вещи и документы знатных скопинцев — деятелей искусства, учёных и военачальников. Большой интерес представляют рисунки земляка-рязанца П. М. Боклевского и прижизненное издание его «Альбома гоголевских типов» (1881).

### Экспозиции музея
В музее открыты зал археологии, стрелецкий зал, купеческая гостиная, зал образования и просвещения, зал боевой славы Скопина, зал локальных войн и конфликтов; представлены экспозиционные комплексы: макет крестьянской избы, макет шахты, «Гончарная сказка Скопина». Постоянная экспозиция:
- Зал стрелецкий — напоминание о периоде вхождения Скопина в Большую засечную черту. В экспозицию зала включены фрагменты кольчуги XV—XVII веков, наконечники копий и стрел, пушка чугунная XVII века, оружие огнестрельное и холодное XVII—XVIII веков, складни, образки, нательные крестики и кресты XVI—XVIII веков, клад древних монет XVIII—XIX веков, копия прижизненной маски Петра I и его воинский устав, карта Рязанского наместничества. Здесь же представлен клад медных монет, найденный близ села Пупки в 1960-е годы;
- Зал археологии и древности — основу экспозиции составляют кости мамонта, длинношерстого буйвола, шерстистого носорога и фрагменты глиняных изделий, найденные в ходе проводившихся в 1924—1925 годах под руководством П. С. Рыкова, Н. П. Милонова и К. В. Победина археологических раскопок на территории Скопинского края и переданные местному музею. Также представлены окаменевшие останки древних морских животных, собранные в 2002 году в пределах Скопинского района экспедицией Геологического института РАН;
- Зал быта Скопина в XIX — начале XX вв. — центральное место в экспозиции занимает реконструкция скопинской крестьянской избы. В её интерьере представлены подлинные вещи труда и быта, образцы одежды скопинских крестьян и горожан давно минувших времён. Экспонируются образцы кружевоплетения — второго по значимости после гончарства ремесла на Скопинской земле;
- Зал — купеческая гостиная — воссоздан интерьер гостиной купца I гильдии. Видное место занимает портрет известного городского мецената купца И. И. Черкасова;
- Зал — гончарная сказка Скопина — посвящён широко распространённому местному промыслу. В городе Скопине наряду с небольшим гончарным заводом было более шестидесяти надомных семейных гончарных мастерских, а по сёлам и деревням Скопинского уезда число их превосходило две сотни;
- Залы железная дорога и шахта — часть экспозиций посвящена одному из важнейших событий в экономической жизни города во второй половине XIX века — проведению по уезду двух железных дорог: Сызрано-Вяземской и Рязано-Уральской. Имитирующий угольный забой «Шахтёрский зал» знакомит с нелёгким трудом на шахтах, разрабатывавших обнаруженные в середине ХVII века в окрестностях Скопина залежи бурого угля;
- Зал просвещения и культуры — в витринах расположены приборы и инструменты из кабинета физики открытого в 1876 году мужского реального училища, одна из витрин знакомит с деятельностью женской гимназии. Представлены материалы об известных деятелях Скопина в области просвещения и культуры: художнике П. М. Боклевском, композиторе А. Г. Новикове, драматурге А. Н. Афиногенове, кинорежиссёре И. В. Лукинском, композиторе В. В. Бунине;
- Зал воинской славы — представлены образцы оружия, множество фотографий, документов и предметов периода Великой Отечественной войны. 26518 скопинцев — селян и горожан — участвовали боях, более четырнадцати тысяч из них погибли или пропали без вести, многие скопинцы израненными и искалеченными вернулись к родным очагам… Вместе со страной и город Скопин испытал горькую долю немецко-фашистской оккупации. 27 уроженцев Скопинского края удостоены звания Героя Советского Союза, а 6 человек стали полными кавалерами ордена Славы. Самые известные из них — герои двух народов Ф. А. Полетаев и С. С. Бирюзов.

Наряду с постоянной экспозицией в музее ежемесячно проходят сменные выставочные проекты из фондов не только Скопинского краеведческого музея, но и с привлечением фондов других музеев и частных коллекций.